# Hoedillus
Hoedillus là một chi nhện trong họ Zoridae.